# AMPA
AMPA（α-アミノ-3-ヒドロキシ-5-メチル-4-イソオキサゾールプロピオン酸）はグルタミン酸受容体のサブタイプの一つ、AMPA受容体のアゴニスト。同じ非NMDA型受容体グループであるカイニン酸受容体に対してもアゴニストとなるが、感受性が大きく違うため、低濃度においてはAMPA受容体選択的なアゴニストとして使用可能である。分子式はC7H10N2O4で表され、分子量は186.17、CAS登録番号83643-88-3。水溶性。